# 흰 양복의 사나이
흰 양복의 사나이(The Man In The White Suit)는 영국에서 제작된 알렉산더 맥켄드릭 감독의 1951년 코미디, SF, 드라마 영화이다. 알렉 기네스 등이 주연으로 출연하였고 마이클 발콘 등이 제작에 참여하였다.

## 출연

### 주연
- 알렉 기네스
- 조안 그린우드
- 세실 파커

### 조연
- 마이클 고
- 어니스트 더시거
- 하워드 마리온 크로포드
- 던컨 라몽
- 해롤드 굿윈
- 아서 하워드
- 스튜어트 라덤
- 마일즈 맬리슨
- 에디 마틴

## 제작진
- 의상: 안소니 멘들슨